# Ingrīda Circene
Ingrīda Circene (ur. 6 grudnia 1956 w Rydze) – łotewska lekarka i polityk. Posłanka na Sejm, minister zdrowia w rządach Einarsa Repšego, Valdisa Dombrovskisa i Laimdoty Straujumy (2003–2004, 2011–2014).

## Życiorys
Urodziła się w małżeństwie Almy Anity i Edgarsa Ronków jako jedna z trójki dzieci. W 1975 ukończyła szkołę średnią nr 4 w Rydze. W 1981 uzyskała specjalizację ginekologiczną w Ryskim Instytucie Medycznym. Rozpoczęła pracę jako ginekolog w szpitalu w Aizpute, którą kontynuowała do 2002. W latach 1992–2002 była główną przełożoną w tej placówce.
W niepodległej Łotwie trzy razy wybierana w skład rady miejskiej Aizpute. Od 1998 do 2002 sprawowała funkcję naczelnego lekarza rejonu lipawskiego. W wyborach w 2002 została po raz pierwszy wybrana do Sejmu z listy Nowej Ery. W kwietniu 2003 objęła funkcję ministra zdrowia w rządzie Einarsa Repšego, którą sprawowała do marca 2004. Powróciła następnie do wykonywania mandatu posłanki VIII kadencji. Do Sejmu została także wybierana w 2006 i następnie w 2010 z ramienia koalicyjnej Jedności. Pełniła funkcję przewodniczącej komisji ds. społecznych i praw człowieka (2006–2011).
Od marca 2005 do października 2011 reprezentowała Łotwę w Zgromadzeniu Parlamentarnym Rady Europy. W grudniu 2006 stanęła na czele AWEPA, grupy posłów na rzecz Afryki. Od grudnia 2006 do stycznia 2008 przewodniczyła podkomisji Zgromadzenia Parlamentarnego Rady Europy ds. równych możliwości kobiet i mężczyzn, była także wiceprzewodniczącą tejże komisji (2008–2010). W październiku 2011 dołączyła do trzeciego rządu Valdisa Dombrovskisa jako minister zdrowia. Funkcję zachowała również w gabinecie Laimdoty Straujumy. W lipcu 2014 podała się do dymisji z zajmowanego stanowiska. W 2022 kandydowała do Sejmu z listy Nowej Jedności; mandat posłanki przypadł jej w miejsce jednego z członków powołanego w grudniu tegoż roku nowego rządu.

## Życie prywatne
Jej mężem został lekarz Nikolajs Lidovskis, ma córkę.